# Christian Zuber
Christian Zuber (19. února 1930, Mylhúzy – 23. července 2005, Villejuif, Francie) byl francouzský fotodokumentarista, novinář, spisovatel a filmový producent, jehož práce se zaměřoval převážně na ohrožená zvířata a divokou přírodu.
Jakožto nadšenec do přírody se v 60. letech 20. století vydal na několik cest během nichž pořídil celovečerní dokumentární filmy o Galapágách, Seychelách, Africe nebo Korsice. Ve své zemi vešel ve větší známost v 70. letech, kdy měl ve francouzské televizi pořad „S kamerou v ruce“ (Caméra au poing). Za své filmy byl oceněn v roce 1969 zlatou medailí na filmovém festivalu v Benátkách. Na základě svých expedic průběžně publikoval cestopisy, které byly vydány i v češtině.
Christian Zuber byl také ředitelem WWF a Nadace Brigitte Bardot. Jako ochranář též spolupracoval s francouzskou Ligou na ochranu ptáků.

## Publikace
Z Keni na Seychely

, franc. Caméra au poing du Kenya aux Seychelles. Presses de la Cité, 1969.